# AC Ajaccio
Athletic Club Ajaccio (phát âm tiếng Pháp: [aʒaksjo] thường được gọi là AC Ajaccio hoặc chỉ đơn giản là Ajaccio) là một câu lạc bộ bóng đá Pháp có trụ sở tại thành phố Ajaccio trên đảo Corsica. Câu lạc bộ được thành lập vào năm 1910 và hiện đang chơi ở Ligue 1 của bóng đá Pháp. Chủ tịch câu lạc bộ là Alain Orsoni và đội đầu tiên được huấn luyện bởi Olivier Pantaloni. Hiện đội bóng không có huấn luyện viên.

## Cầu thủ

### Đội hình hiện tại
Tính tới 18 tháng 10 năm 2013.
Ghi chú: Quốc kỳ chỉ đội tuyển quốc gia được xác định rõ trong điều lệ tư cách FIFA. Các cầu thủ có thể giữ hơn một quốc tịch ngoài FIFA.
| Số | VT | Quốc gia  | Cầu thủ                                |
| -- | -- | --------- | -------------------------------------- |
| 1  | TM | México    | Guillermo Ochoa                        |
| 2  | HV | Pháp      | Cédric Hengbart                        |
| 3  | HV | Venezuela | Grenddy Perozo                         |
| 4  | TV | Sénégal   | Ricardo Faty                           |
| 5  | HV | Ý         | Denis Tonucci                          |
| 6  | HV | Pháp      | Ronald Zubar                           |
| 7  | TV | Pháp      | Benjamin André                         |
| 8  | TV | Pháp      | Jean-Baptiste Pierazzi (Đội trưởng)    |
| 9  | TĐ | Brasil    | Eduardo                                |
| 10 | TĐ | România   | Adrian Mutu                            |
| 11 | TV | Mali      | Sigamary Diarra                        |
| 12 | HV | România   | Ștefan Popescu                         |
| 13 | TĐ | Guinée    | Aboubacar Demba Camara                 |
| 14 | TV | Algérie   | Mehdi Mostefa                          |
| 15 | HV | Pháp      | Claude Dielna (cho mượn từ Olympiacos) |

| Số | VT | Quốc gia    | Cầu thủ                                 |
| -- | -- | ----------- | --------------------------------------- |
| 16 | TM | Mali        | Oumar Sissoko                           |
| 17 | HV | Pháp        | Laurent Bonnart                         |
| 18 | TV | Pháp        | Johan Cavalli                           |
| 19 | TV | Pháp        | Paul Lasne                              |
| 20 | TĐ | Maroc       | Chakhir Belghazouani                    |
| 21 | TĐ | Algérie     | Salim Arrache                           |
| 22 | TĐ | Bờ Biển Ngà | Gadji Tallo (cho mượn từ Roma)          |
| 23 | HV | Pháp        | Joshua Nadeau                           |
| 24 | TV | Pháp        | Claude Gonçalves                        |
| 25 | TV | Bỉ          | Brandon Deville                         |
| 26 | HV | Ý           | Alessandro Crescenzi (cho mượn từ Roma) |
| 27 | TĐ | Ukraina     | Yuriy Yakovenko                         |
| 28 | TV | Pháp        | Benoît Pedretti                         |
| 29 | TĐ | Kenya       | Dennis Oliech                           |
| 30 | TM | Pháp        | Anthony Scribe                          |

### Cho mượn
Ghi chú: Quốc kỳ chỉ đội tuyển quốc gia được xác định rõ trong điều lệ tư cách FIFA. Các cầu thủ có thể giữ hơn một quốc tịch ngoài FIFA.
| Số | VT | Quốc gia | Cầu thủ                                  |
| -- | -- | -------- | ---------------------------------------- |
| —  | TV | Pháp     | Fabrice Begeorgi (tới Uzès Pont du Gard) |

### Những cầu thủ nổi tiếng
Cho tất cả các cầu thủ của AC Ajaccio, xem.
- Dominique Baratelli
- Rolland Courbis
- François M'Pelé
- Carl Medjani
- Dado Pršo
- Marius Trésor
- Sébastien Squillaci

## Quản lý
| - Jean Pietri (pre–1955) - Félix Pironti (1955–57) - Michel Brusseaux (1957–58) - Jean Laune (1958–59) - Jean-Pierre Knayer (1959–63) - Mohammed Azzouz (1963–64) - Ernst Stojaspal (1964–65) - Alberto Muro (1965–70) - Louis Hon (1970–71) - Antoine Cuissard (1971–72) - André Mori (1972–73) - Louis Hon (1973–74) - Lulu Accorsi (1974–75) - Alain Mistre (1975–76) - François Paoli (1976–78) |  | - Mohammed Azzouz (1978–79) - 1979–92: unknown - Baptiste Gentili (July 1992–June 01) - Rolland Courbis (July 2001–June 03) - Dominique Bijotat (July 2002–Sept 04) - Olivier Pantaloni (2004) - Rolland Courbis (Feb 2005–Jan 06) - Oliver Pantoni (interim) (Jan 2006) - José Pasqualetti (Jan 2006–June 06) - Ruud Krol (July 2006–June 07) - Gernot Rohr (July 2007–Aug 08) - José Pasqualetti (Sept 2008–Feb 09) - Olivier Pantaloni (Feb 2009–June 12) - Alex Dupont (June 2012–Dec 12) - Albert Emon (Dec 2012–) |

## Danh hiệu
- Division 2 (Second Division)
  - Champions (2): 1966–67, 2001–02
- Championnat National (Third Division)
  - Champions (1): 1997–98
- Ligue de Corse (Corsican League)
  - Champions (9): 1920, 1921, 1934, 1939, 1948, 1950, 1955, 1964, 1994